# Ismail Marzuki

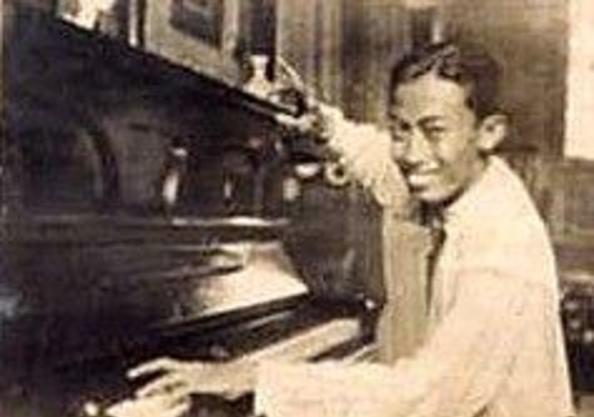
Ismail Marzuki

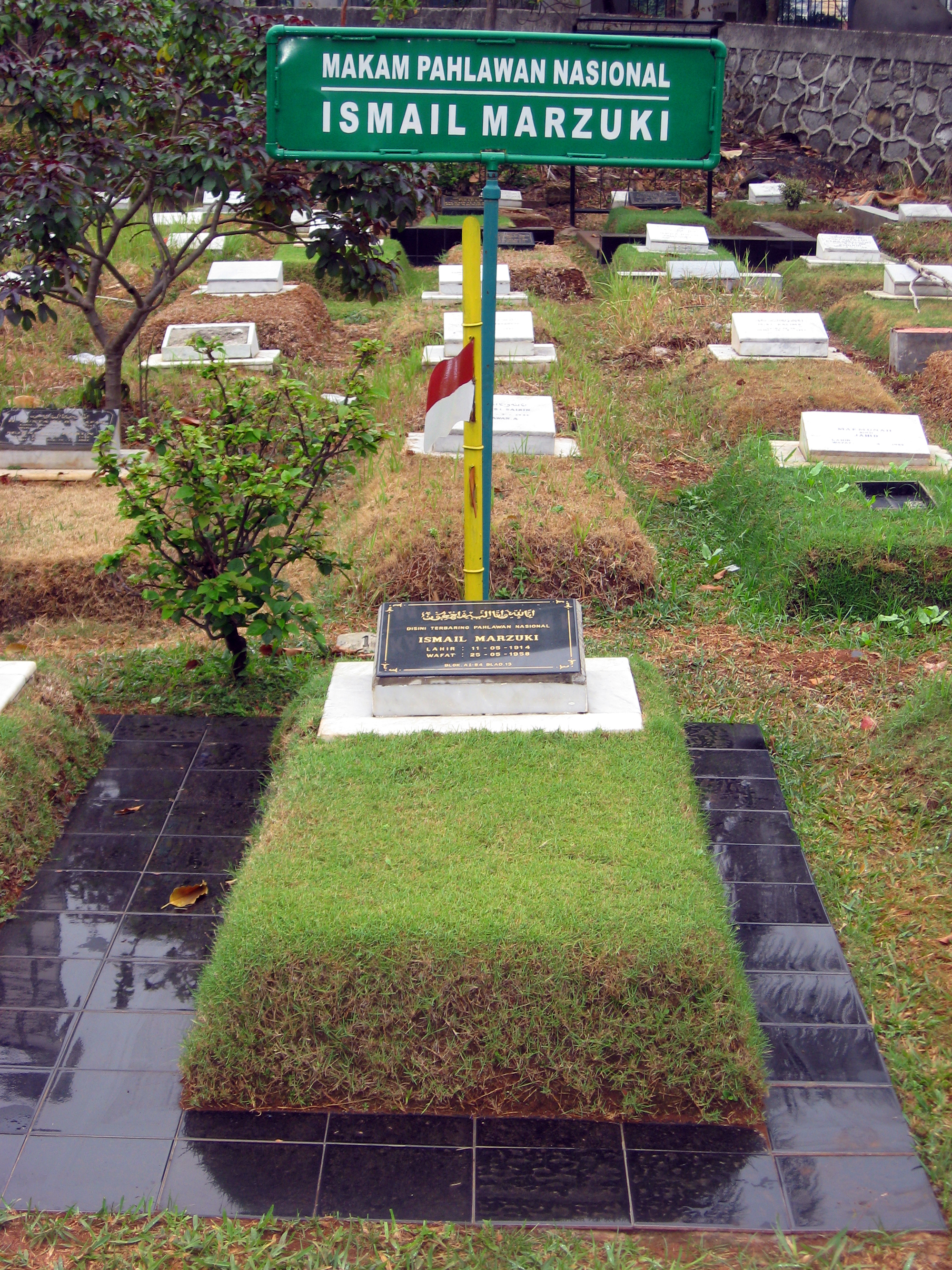
Graf van Ismail Marzuki

Ismail Marzuki (Batavia, Nederlands-Indië, 11 mei 1914 - Jakarta, Indonesië, 25 mei 1958) was een Indonesische componist en muzikant die diverse populaire patriottische liederen schreef tijdens de strijd om onafhankelijkheid in de jaren 40 en 50.
Marzuki werd geboren in Jakarta in een Batawi-gezin. Zijn vrouw Eulis was zangeres en van Soendanees/Arabische afkomst.
De bekendste composities van Marzuki zijn Rayuan Pulau Kelapa en Halo-Halo Bandung.
Marzuki werd postuum geëerd in 1968 met de opening van Taman Ismail Marzuki, een park met een cultureel centrum in het centrum van Jakarta. Hij werd in november 2004 geëerd met de titel Nationale held van Indonesië door de Indonesische president Susilo Bambang Yudhoyono.
- Gemeinsame Normdatei: 1099996325
- International Standard Name Identifier: 0000 0000 6369 4952
- Library of Congress Control Number: n86101217
- MusicBrainz: 55d5f34d-87e9-4731-bbab-9f3bb0bf630e
- Nederlandse Thesaurus van Auteursnamen: 074928325
- Système universitaire de documentation: 168825007
- Trove: 1147665
- Virtual International Authority File: 77799770
- WorldCat: E39PBJdWKkbT4PKXvFVTbV4wmd